# NForce 4

nForce 4系列是NVIDIA研發的第四代主機板晶片組，代號為CK 8，首款產品在2004年10月推出，與nForce 3一样是單晶片組，吸取了nForce 3 150对HyperTransport支援不足的經驗。nForce 4系列效能比同期的威盛電子推出之VIA K8T890高，使其成為AMD平臺市場佔有率最高的晶片組，一洗nForce 3 150效能比VIA K8T800差的頹氣。
後期nForce 4系列推出Intel平臺的nForce 4 SLI Intel Edition，亦是nVIDIA的首款Intel平臺晶片組產品，效能相較同期的Intel自有晶片組為高。

## 產品規格
- PCI Express总线
- 2組ATA 133通道
- 4組SATA，支援RAID
- 10个USB 2.0接口
- 千兆网卡，支援nVIDIA Firewall 2.0
- 八声道AC97音效支援

## 產品型號
AMD平臺
- nForce 4-4X -- 800MHz HyperTransport, 4組SATA 150MB/s
- nForce 4 -- 1Ghz HyperTransport, 4組SATA 150MB/s
- nForce 4 Ultra -- 1Ghz HyperTransport, 4組SATA 300MB/s
- nForce 4 SLi -- 支持SLi，4組SATA 300MB/s
- nForce4 SLI x16 -- 对比nForce 4 SLi，支援真正的双PCI-E X16，將SLi效能完全發揮。這不是單晶片組，南北橋采用HyperTransport連接

Intel平臺
- nForce 4 SLi X16 Intel Edition，支援Quad SLi
- nForce 4 SLi Intel Edition，支援SLi
- nForce 4 SLI XE Intel Edition，支援SLi，2006年1月17日发布，代号C19
- nForce 4 Ultra Intel Edition，不支援SLi，2006年1月17日发布，代号C19

Intel平臺的晶片組完全支援Pentium 4和Pentium D，支援双通道DDR2。除了nForce 4 Ultra Intel Edition外更支援SLi，而nForce 4 SLi X16 Intel Edition則可以把Quad SLi的效能完全發揮。nForce 4 SLI XE Intel Edition与nForce 4 SLI Intel Edition的分別是後者不支援硬体防火牆、而且只支援八个USB，但都支援HD Audio。nForce 4 Ultra与nForce 4 SLI XE的分別只是前者不支援SLi而已。